# Wolferstetter Brauerei
La Wolferstetter Brauerei est une brasserie à Vilshofen an der Donau, dans le Land de Bavière.

## Histoire
En 1907, Franz Wolferstetter reprend l'une des six brasseries de Vilshofen, la Schreckinger-Bräu. C'est aussi le lieu de naissance de la Grollsche Brauerei (l'inventeur de la pils, Josef Groll, vient de cette brasserie). La Wolferstetter Keller, une cave de stockage de bière d'environ 200 ans et un restaurant traditionnel au-dessus, appartiennent également à la brasserie. Le Wolferstetter-Bräu est toujours une entreprise familiale.

## Production
La gamme de produits comprend les types de bières Export Hefe Weizen, Dunkles Weizen, Leichtes Weizen, Edel Hell, Festbier, Lager, Josef Groll Pils, Urtyp Export Hell, Hopfen Leicht, Radler, Weizen Fit, Helloholfrei, Bock, Weizen Bock et Dunkel.